# Distretto rurale di Bangalore
Il distretto rurale di Bangalore è un distretto del Karnataka, in India, di 1 877 416 abitanti. È situato nella divisione di Bangalore e il suo capoluogo è Bangalore.
Il distretto comprendeva otto comuni (detti taluk): Channapatna, Devanahalli, Dod Ballapur, Hoskote, Kanakapura, Magadi, Nelamangala e Ramanagara. Il 23 agosto 2007 i comuni di Ramanagara, Channapatna, Kanakapura e Magadi sono stati separati per formare il nuovo distretto di Ramanagara.